# 6 Andromedae
Désignations
6 Andromedae (abrégé 6 And) est une étoile binaire astrométrique de la constellation d'Andromède. Sa désignation vient du catalogue d'étoiles de John Flamsteed, publié pour la première fois en 1712. Sa magnitude apparente est de 5,91, ce qui est juste assez brillant pour être visible à l'œil nu dans de bonnes conditions visuelles. Sur la base d'un décalage annuel de la parallaxe stellaire de 34,1 mas vu de la Terre, elle se situe à ∼ 95,6 a.l. (∼ 29,3 pc) de la Terre. Elle se rapproche du Système solaire avec une vitesse radiale de −32,4 km/s. Le système à un mouvement propre relativement élevé, avançant à travers la sphère céleste à la vitesse de 0,272 seconde d'arc par an.

## Propriétés physiques
Il s'agit d'une binaire spectroscopique à raies simples avec une période orbitale de 9,2 ans et une excentricité de 0,9. Certaines des premières observations de l'étoile lui ont donné une classe de luminosité de sous-géante et elle a été publiée dans Bright Star Catalogue avec un type spectral de F5 IV. Des mesures plus modernes identifient la composante visible comme une étoile jaune-blanc de la séquence principale de type spectral F5 V,. Elle est âgée d'environ 2,9 milliards d'années avec 1,3 fois la masse du Soleil et 1,5 fois le rayon du Soleil. Elle rayonne 3,1 fois la luminosité du Soleil depuis sa photosphère avec une température effective d'environ 6 425 K. 6 Andromedae présente un excès d'infrarouge à une longueur d'onde de 22 µm, ce qui peut indiquer la présence d'un disque circumstellaire de débris poussiéreux chauds.

## Composant secondaire
La masse du composant secondaire est à peu près égale ou supérieure à celle du Soleil. S'il s'agissait d'une étoile unique et ordinaire, elle devrait être facilement visible car elle serait juste une magnitude plus faible que le composant primaire. L'absence d'émission ultraviolet visible semble exclure une compagne de type naine blanche, de sorte qu'il pourrait plutôt s'agir d'un système binaire composé de deux étoiles plus petites ayant une période orbitale comprise entre une semaine et un an.